# أنتونيو بيتانكورت
أنتونيو بيتانكورت (بالإسبانية: Antonio Betancort)‏ (مواليد 13 مارس 1937) هو لاعب كرة قدم. يلعب مع منتخب إسبانيا لكرة القدم. سبق له أن لعب في كأس العالم لكرة القدم مع منتخب بلاده.

## روابط خارجية
- أنتونيو بيتانكورت على موقع الاتحاد الأوربي (الإنجليزية)
- أنتونيو بيتانكورت على موقع قاعدة بيانات كرة القدم.إي يو (الإنجليزية)
- أنتونيو بيتانكورت على موقع ناشيونال فوتبول تيمز (الإنجليزية)
- أنتونيو بيتانكورت على موقع عالم كرة القدم.نت (الإنجليزية)